# Stifnato di piombo
Lo stifnato di piombo è il sale di piombo dell'acido stifnico.

## Utilizzi
È un esplosivo tossico utilizzato come componente nei detonatori primari in composizione con altri composti, che ne diminuiscono l'estrema sensibilità, è infatti addirittura più sensibile dell'azoturo di piombo.

## Chimica
Si può trovare come cristalli a sei facce monoidrati oppure in piccoli cristalli rettangolari, con colore variabile dal giallo al marrone.
Lo stifnato di piombo è particolarmente sensibile al fuoco e alle scariche di elettricità statica. Quando asciutto, è addirittura possibile farlo detonare toccandolo, grazie all'elettricità statica del corpo umano. 
Non reagisce con metalli ed è meno sensibile alla frizione del fulminato di mercurio o dell'azoturo di piombo. È poco solubile in acqua o in alcol metilico, e può essere neutralizzato con una soluzione di carbonato di sodio, con il rilascio di anidride carbonica.
È stabile quando stoccato correttamente, anche alle alte temperature.